# Nerf glossopharyngien

Disposition des nerfs crâniens à leur émergence sur une vue inférieure de l'encéphale.

Le nerf glossopharyngien (IX) est le neuvième nerf crânien. Emergeant de la moelle allongée (aussi appelée bulbe rachidien) et passant par le foramen jugulaire, son rôle est mixte, moteur et sensitif. Il participe notamment au mouvement de la gorge, à la sensibilité de la glande parotide et à la gustation. En clinique, il s'examine souvent avec le nerf vague.

## Anatomie
Après avoir émergé de la partie rostrale du sillon collatéral postérieur du bulbe rachidien, les neurofibres sortent du crâne par le foramen jugulaire de l'os temporal et se prolongent jusqu'à la gorge,.

## Fonction
Les nerfs glossopharyngiens sont mixtes. Ils acheminent des fibres motrices et proprioceptives au muscle stylopharyngien, ainsi que des fibres motrices parasympathiques aux glandes parotides. Les neurofibres sensitives guident les potentiels d'action du goût, du toucher, des glomus carotidiens, des barorécepteurs du sinus carotidien, ainsi que de la pression et de la douleur issues de la muqueuse du pharynx et de la partie postérieure de la langue.

## Examen clinique
Les nerfs glossopharyngien et vague sont souvent examinés ensemble. Le praticien vérifie que le voile du palais s'élève de manière symétrique. Il peut également évaluer le réflexe nauséeux avec un abaisse-langue. Une dysphonie localisée peut être le signe d'une compression intrathoracique du nerf récurrent.

## Pathologies
Le névralgie du nerf glossopharyngien se caractérise par des crises de douleur intenses à répétitions sur les territoires des nerfs IX et X. Elle s'explique souvent par une compression du nerf, plus rarement par une tumeur ou un anévrisme de la carotide, entre autres causes possibles. Elle peut se soigner comme les névralgies du nerf trijumeau par des antiépileptiques.
De même, la lésion ou l'inflammation du nerf glossopharyngien est rarement isolée, car il sort du crâne par la même ouverture que les nerfs vague (X) et accessoires (XI). Elles amenuisent la déglutition et le goût. Plus précisément, la lésion entraîne une agueusie du tiers postérieur de la langue ; une hypoesthésie de l’amygdale, du voile et du pharynx et l'abolition du réflexe nauséeux
.

## Galerie

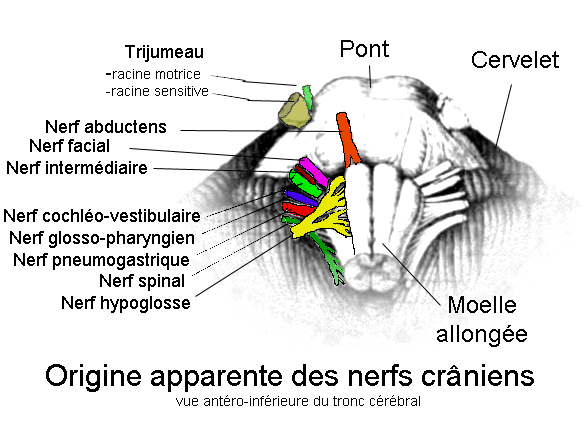